# Imp

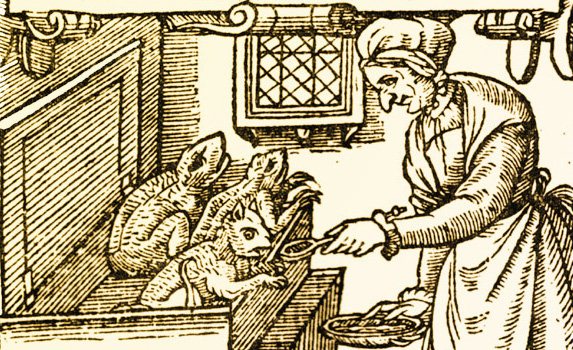
Čarodějnice krmící impy

Imp je v anglickém folklóru malá ďábelská bytost či zlovolných duch, splývající s goblinem.
Slovo vychází ze staroanglického ympa „výhonek“ a později bylo používano pro lidského potomka, především šlechtického. Od 16. století se často používala slovní spojení jako imp of hell „potomek pekla“ a imp of the devil „potomek ďábla“ a od 17. století počalo označovat malého démona, často familiára čarodějnice.
Imp se do jisté míry podobá českému skřítkovi, šotkovi a zmokovi, kterým byl někdy též přisuzován ďábelský původ a sloužili jako familiárové.

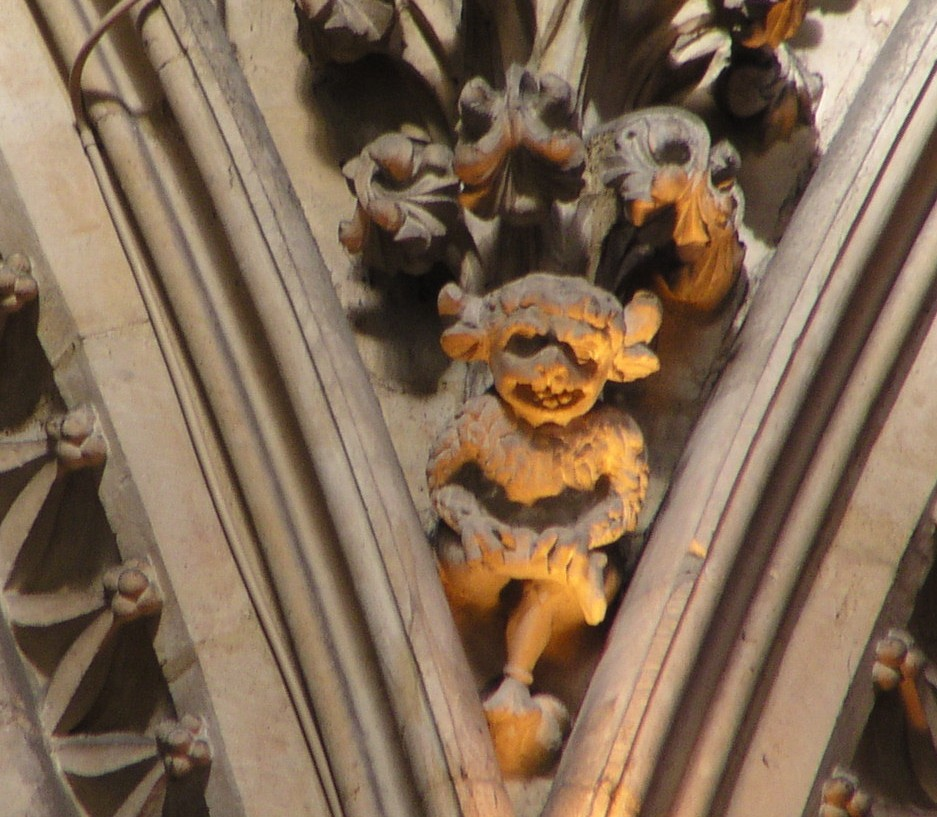
Takzvaný Lincoln Imp v Lincolnské katedrále

Imp se také objevuje v populární kultuře, především ve fantasy. Toto jsou nejznámější příklady:
- The Bottle Imp (Skřítek v lahvi) – povídka Roberta Louise Stevensona, 1891
- V Dungeons & Dragons jsou impové nízko postavenými ďábly, často sloužící čarodějům jako familiárové.
- Imp (Skřet) je přezdívka Tyriona Lannistera ze série Píseň ledu a ohně.
- Imp je nejnižší jednotka města Inferno v počítačové strategii Heroes of Might and Magic III.
- Imp je jeden z nepřátel ve hře doom
- V počítačové hře World of Warcraft (MMORPG, všechny DLC's) se vyskytuje Imp jako jeden z možných přisluhovačů/spolubojovníků (minion) při hraní za třídu Warlock (zaklínače)